# سگا سامی
سگا سامی (انگلیسی: Sega Sammy Holdings) شرکت رسانه‌ای ژاپنی است، که در سال ۲۰۰۴ تأسیس شد.